# Liste der Bodendenkmale in Ritterhude
In der Liste der Bodendenkmale in Ritterhude sind die Bodendenkmale der niedersächsischen Gemeinde Ritterhude aufgeführt. Die Quelle ist der Denkmalatlas Niedersachsen. 

Ritterhude im Landkreis Osterholz

Der Stand der Liste ist der 17. Dezember 2024.

## Allgemein
In den Spalten finden sich folgende Informationen des Bodendenkmales:
Lagegeographische Koordinaten
BezeichnungBezeichnung lt. Denkmalatlas
BeschreibungBeschreibung lt. Denkmalatlas
IDObjekt-ID
BildBild, ggf. zusätzlich mit Link zu weiteren Fotos im Medienarchiv Wikimedia Commons.

## Ritterhude
| Lage                        | Bezeichnung                      | Beschreibung | ID       | Bild           |
| --------------------------- | -------------------------------- | --- | -------- | -------------- |
| 53° 10′ 1″ N, 8° 44′ 39″ O  | Ritterhude 10, Wurt              | Durchmesser ca. 50 m und Höhe ca. 1,5 m. Annähernd kreisförmig. | 28990353 | BW             |
| 53° 11′ 10″ N, 8° 47′ 56″ O | Ritterhude 14, Wurt              | Durchmesser ca. 50 m und Höhe ca. 0,6 m. Große, runde, sowie sehr flache Bodenerhöhung. | 28992133 | BW             |
| 53° 11′ 10″ N, 8° 47′ 49″ O | Ritterhude 15, Wurt              | | 28992134 | BW             |
| 53° 11′ 11″ N, 8° 47′ 46″ O | Ritterhude 16, Wurt              | | 28992135 | BW             |
| 53° 9′ 48″ N, 8° 45′ 55″ O  | Ritterhude 17, Wurt              | Durchmesser ca. 100 m und Höhe ca. 1,8 m. | 28990355 | BW             |
| 53° 9′ 53″ N, 8° 45′ 18″ O  | Ritterhude 18, Wurt              | Durchmesser ca. 80 m und Höhe ca. 1,8 m. | 28990477 | BW             |
| 53° 9′ 55″ N, 8° 45′ 12″ O  | Ritterhude 19, Wurt              | Durchmesser ca. 58 m und Höhe ca. 1,8 m. Der südliche bis westliche Bereich wird vom Deich, der Straßenkreuzung und dem nördlichen Ende der Wümme-Brücke überprägt. | 28990478 | BW             |
| 53° 10′ 33″ N, 8° 44′ 50″ O | Ritterhude 38, Burg (Liethenhof) | Etwa 50 m westlich der Hamme, ist die ehemalige Burg noch als schwach erhöhte Fläche auf der Wiese zu erkennen. Die Wälle und Gräben sind eingeebnet. Die Burg erscheint erst in der Neuzeit in der urkundlichen Überlieferung, ihr ehemaliges Erscheinungsbild spricht aber für ein deutlich höheres Alter. Erstmals taucht das Gut in den Quellen im Besitz des Bremer Domherrn Segebado von der Hude auf, als dieser 1589 verstarb. Die ursprüngliche Burg bestand aus einem einstöckigen Steingebäude, einem Torhaus und einer Zugbrücke über die Gräben. 1874 wurde das Haus abgebrochen, Wälle und Gräben wurden eingeebnet. | 28990357 | BW             |
| 53° 10′ 57″ N, 8° 45′ 28″ O | Ritterhude 42, Burg (Dammgut)    | Wasserburg von ca. 45 × 75 m. Das schlossartige Gebäude ist von einem Wassergraben und im Osten und Süden von einer wallartigen Anschüttung umgeben. Auf der alten Wasserburg wurde in späteren Zeiten ein schlossartiges Gutsgebäude errichtet. Die ursprüngliche Burg „Huda“ wurde nach ihrer Zerstörung 1305 wegen Überschwemmungen an der Stelle des heutigen Dammgutes wieder aufgebaut. Sie diente zur Bewachung der Furt über die Hamme als einzigem Heerweg von Hamburg nach Bremen. 1309 war die neue Burg sicherlich schon fertig, denn in diesem Jahr fand sich eine Koalition von Grafen und Ministerialen mit der Stadt Bremen zusammen, um die Ritter von Aumund in Elmholz und Martin IV. von der Hude zu bekämpfen. Dabei wurde sogar die Errichtung einer Gegenburg für notwendig gehalten, ein sicherer Hinweis auf die Existenz einer Befestigung. 1380 gelobten die Ritter von der Hude, dass ihr „Schloss“ der Stadt Bremen ein offenes Haus sein solle. Damit wendeten sie die Schleifung der Burg ab. Es dauerte schließlich bis 1757, dass die Burg im Siebenjährigen Krieg zerstört wurde. Anschließend wurde die Wasserburg als Herrenhaus wiederaufgebaut. | 28990479 | Weitere Bilder |
| 53° 10′ 52″ N, 8° 47′ 7″ O  | Ritterhude 44, Deich             | Von Westnordwest nach Ostsüdost verlaufend, etwa vom ehemaligen Dorf Nordsiede bis zum Ostende von Oberende. Durch einen befestigten Fahrweg stark überformt. Breite ca. 10 m; Höhe bis 0,5 m. Datiert vermutlich ins Mittelalter (12./13. Jh.) und wurde zugleich als Verbindungsdamm zwischen Ritterhude, der Kirche St. Jürgen und weiter bis Oberende genutzt. | 28990346 | BW             |
| 53° 10′ 45″ N, 8° 45′ 5″ O  | Ritterhude 54, Schalenstein      | Granitfindling, unregelmäßig geformt, an der einigermaßen ebenen Oberfläche mindestens 36 Schälchen, L. ca. 1,8 m, H. 1,4 m, St. ca. 0,7 m. | 28990358 | BW             |
| 53° 10′ 56″ N, 8° 47′ 16″ O | Ritterhude 61, Deich             | * Teilstück ID: 36978489 | 28990252 | BW             |
| 53° 11′ 41″ N, 8° 48′ 4″ O  | Ritterhude 66, Deich (Teilstück) | Verläuft entlang des südöstlichen Ufers der Hamme, von der Schloßbrücke in Ritterhude bis zur Gemarkungsgrenze St. Jürgen. Die Anlage dürfte um 1300 erfolgt sein (vgl. Fliedner 1968, 8 und 13f., welcher jedoch ausdrücklich nur die Wümmedeiche erwähnt), spätere Aufhöhungen und Reparaturen sind wahrscheinlich. - Teilstück ID: 38315275 | 28990345 | BW             |
| 53° 10′ 24″ N, 8° 44′ 49″ O | Ritterhude 67, Deich             | Von der Gemarkungsgrenze St. Jürgen entlang des Wümme Nordufers bis zur Einmündung der Hamme. Dann entlang des Hamme Ostufers bis zur Schloßbrücke. Fortsetzung nach Norden durch den Hamme - Deich. Laut D. Fliedner (1968, Seite 8 und 13f.) wurde der Wümmedeich um 1300 errichtet. - Teilstück ID: 38314499 - Teilstück ID: 38314624 | 28990253 | BW             |

### Ritterhude 21
- ID:28990356
- Nördlich des Viehsielfleets, 50 – 150 m von diesem entfernt, erstreckt sich eine Kette von Wurten, die nach Aussage historischer Quellen zwischen 1106 und 1230 entstanden sind.

| Lage                        | Bezeichnung         | Beschreibung | ID       | Bild |
| --------------------------- | ------------------- | ------------ | -------- | ---- |
| 53° 11′ 1″ N, 8° 47′ 4″ O   | Ritterhude 21, Wurt |              | 28992136 | BW   |
| 53° 11′ 0″ N, 8° 47′ 10″ O  | Ritterhude 22, Wurt |              | 28992137 | BW   |
| 53° 10′ 58″ N, 8° 47′ 14″ O | Ritterhude 23, Wurt |              | 28992138 | BW   |
| 53° 10′ 59″ N, 8° 47′ 17″ O | Ritterhude 24, Wurt |              | 28992139 | BW   |
| 53° 11′ 0″ N, 8° 47′ 21″ O  | Ritterhude 25, Wurt |              | 28992232 | BW   |
| 53° 10′ 51″ N, 8° 47′ 44″ O | Ritterhude 45, Wurt |              | 28992233 | BW   |
| 53° 10′ 52″ N, 8° 47′ 42″ O | Ritterhude 46, Wurt |              | 28992234 | BW   |
| 53° 10′ 56″ N, 8° 47′ 26″ O | Ritterhude 47, Wurt |              | 28992235 | BW   |
| 53° 10′ 55″ N, 8° 47′ 23″ O | Ritterhude 48, Wurt |              | 28992236 | BW   |

## Stendorf
| Lage                        | Bezeichnung        | Beschreibung | ID       | Bild |
| --------------------------- | ------------------ | --- | -------- | ---- |
| 53° 12′ 40″ N, 8° 41′ 48″ O | Stendorf 10, Motte | Die Burg/Motte liegt in der Niederung des Auetales. An der Anlage vorbei führt ein alter, nicht mehr benutzter Dammweg (der sog. Spreecken). Die künstliche Aufschüttung ist ca. 20 × 30 m groß und einem halben Meter hoch. Ein Graben und Wall sind obertägig nicht mehr sichtbar. Wahrscheinlich lag hier die urkundlich (1187) erwähnte Burg der Ritter von Stenthorpe. Diese wird nach 1300 nicht mehr erwähnt. Möglicherweise gehört sie zu den 12 Burgen, die gegen 1300 durch den Erzbischof von Bremen zerstört worden sind. | 28990359 | BW   |